# Chêne de Charles

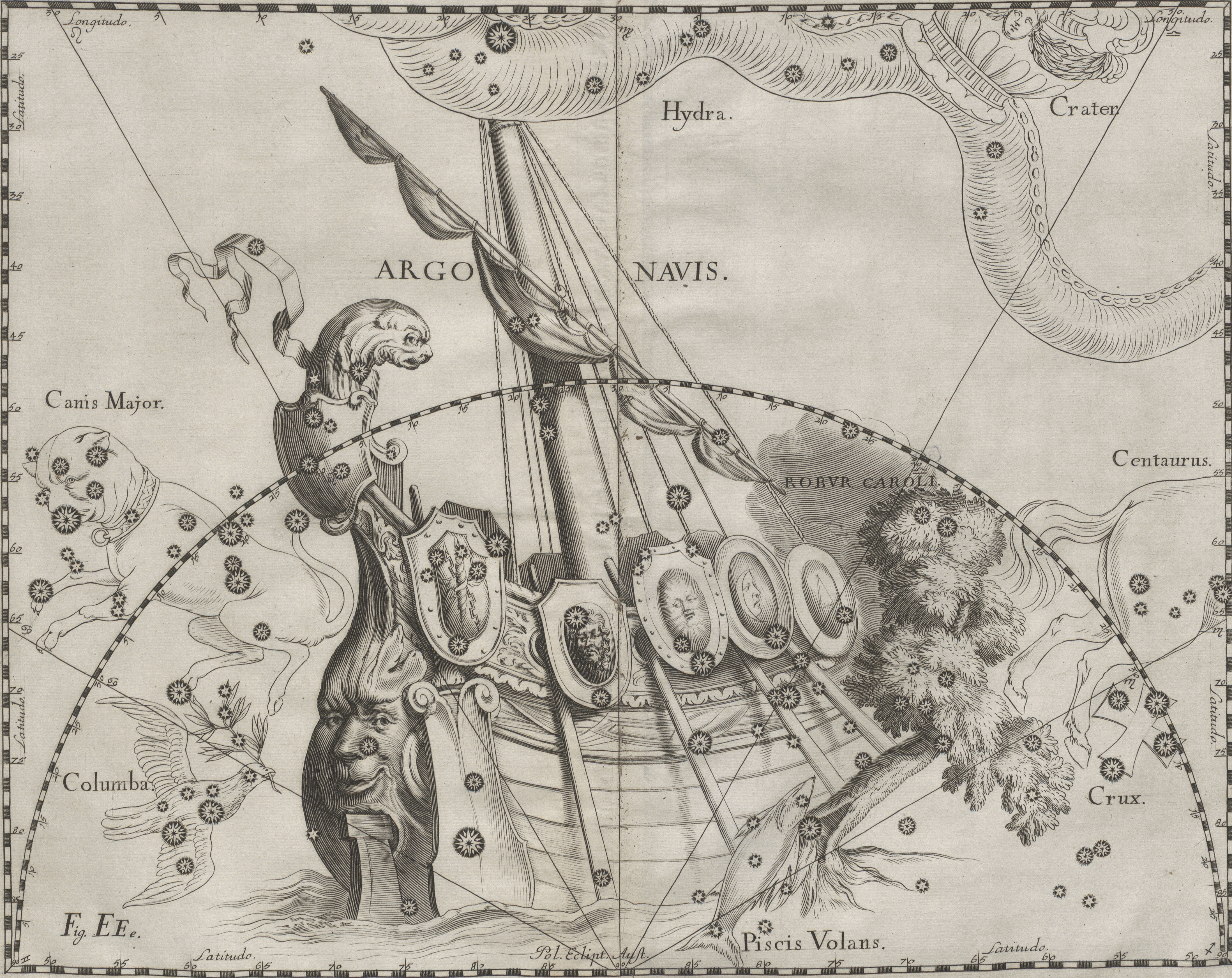
Le chêne est situé à droite, comme brisée par la Carène.

Le Chêne de Charles (en latin : Robur Carolinum) était une constellation créée par l'astronome anglais Sir Edmond Halley en 1679. Le nom fait référence au chêne où Charles II se serait caché des troupes d'Oliver Cromwell après la Bataille de Worcester. Elle était située entre les constellations de la Croix du Sud et de la Carène. Contestée, elle a été officiellement supprimée par l'abbé Lacaille.